# عملية بوخران الثانية
شملت عملية بوكران الثانية سلسلة تجارب نووية تضمنت تفجير خمس قنابل نووية في الهند في موقع بوكران للتجارب النووية في مايو عام 1998. وتُعد تلك ثاني مرة حاولت فيها الهند اختبار القنابل النووية الخاصة بها بعد عملية بوذا المبتسم التي قامت بها الهند في مايو عام 1974.
حققت تلك التجارب هدفها الرئيسي، وهو تمكين الهند من صناعة القنابل الانشطارية والاندماجية بقوة تصل إلى 200 كيلوطن مكافئ من التي إن تي. وصف رئيس لجنة الطاقة الذرية الهندية حينها التفجيرات التي تمت في عملية بوكران الثانية بأنها «مكافئة للتجارب العديدة التي قامت بها دول الأسلحة النووية الأخرى على مدار العقود الماضية». وفي أعقاب ذلك أنشأت الهند برنامج محاكاة حاسوبية قادر على التنبؤ بقوة المتفجرات النووية التي تعتمد تصاميمها على تصاميم المتفجرات التي اُستخدمت في تلك العملية.
شملت عملية بوكران الثانية خمس عمليات تفجير، أولها كانت قنبلة اندماجية، بينما كان الأربعة الآخرون قنابل انشطارية. بدأت التجارب التي يُرمز لها باسم «عملية شاكتي» في 11 مايو 1998 بقنبلة اندماجية واحدة وقنبلتين انشطاريتين. وفي 13 مايو 1998 فجرت الهند قنبلتين انشطاريتين أخريتين، وبعدها بفترة قصيرة عقدت الحكومة الهندية مؤتمرًا صحفيًا بقيادة رئيس الوزراء أتال بيهاري فاجبايي ، وأعلنت فيه أن الهند أصبحت دولة نووية مكتملة الأركان. أدت تلك التجارب إلى فرض عقوبات متعددة ضد الهند من جانب عدة دول عظمى مثل اليابان والولايات المتحدة.
لُقبت تلك الاختبارات النووية بألقاب عديدة. ففي البداية عُرفت تلك التجارب الخمسة مجتمعة باسم «عملية شاكتي 98»، وعُرفت كل تجربة من التجارب الخمسة باسم عملية شاتكي الأولى، والثانية، وهلم جرًا. أما في الوقت الراهن تُعرف تلك العملية بأكملها بعملية بوكران الثانية، بينما تُعرف التجربة الأولى التي وقعت في عام 1974 بعملية بوكران الأولى.

## مشروع القنبلة النووية الهندي
بذلت الهند جهودًا جادة في سبيل صناعة قنبلتها النووية الخاصة، وتطوير البنية التحتية النووية، وتشجيع الأبحاث عن تقنيات الطاقة النووية منذ نهاية الحرب العالمية الثانية. يعود تاريخ برنامج الهند النووي إلى عام 1944 عندما حاول عالم الفيزياء النووية هومي بهابها إقناع الكونغرس الهندي بمحاولة استغلال الطاقة النووية. وبعدها بعام واحد أسس بهابها معهد تاته للبحوث الأساسية.
في خمسينيات القرن العشرين أَجْرَى مركز بهابها للأبحاث النووية عدة دراسات مبدأية، ووضع خططًا تسعى إلى إنتاج البلوتونيوم وعدة مكونات أخرى لازمة لصناعة القنبلة النووية. وفي عام 1962 اشتبكت الهند مع الصين في أراضي شمال الهند المُتنازع عليها، وانتشر الخوف في الهند بعد قيام الصين بتجربة نووية في عام 1962. تباطئت جهود تسليح البرنامج النووي بعد تعيين فيكرام سارابهاي قائدًا له، وتعيين لال بهادور شاستري رئيسًا للوزراء في عام 1965.
اكتمل بناء البرنامج النووي بعد تعيين أنديرا غاندي رئيسة للوزراء في عام 1966 وانضمام الفيزيائي راجا رامانا إلى البرنامج. أدت التجربة النووية التالية التي قامت بها الصين في عام 1967 إلى إصدار قرار بالبدء في تطوير الأسلحة النووية في الهند، وتمكنت الهند من إجراء أول تجربة نووية لها في عام 1974، وتُعرف باسم بوذا المبتسم.

### ما بعد بوذا المبتسم
استجابت مجموعة الموردين النوويين لعملية بوذا المبتسم بالتضييق على برنامج الهند النووي بشدة. فرضت الدول النووية العظمى حصارًا تكنولوجيًا على الهند وباكستان التي كانت بدورها تتسابق إلى تحقيق إنجازات الهند. عجز برنامج الهند النووي لعدة أعوام عن اكتساب المصداقية، وكانت مسيرته مُكبلة بغياب الموارد الطبيعية والاعتماد على التكنولوجيا المستوردة والدعم التقني الأجنبي. أعلنت رئيسة الوزراء أنديرا غاندي إلى هيئة الطاقة الذرية الدولية أن برنامج الهند النووي لا ينوي تطوير أسلحة نووية، وذلك على الرغم من أنها أذنت بتطوير تصميم مبدأي للقنبلة الهيدروجينية.
ترك برنامج الهند النووي فراغًا سياسيًا وإداريًا في أعقاب حالة الطوارئ في عام 1975 التي أدت إلى انهيار حكومة أنديرا غاندي. استمر العمل على تطوير القنبلة الهيدروجينية تحت قيادة المهندس الميكانيكي مالور سرينيفاسان بوتيرة بطيئة.
لم يحظَ البرنامج النووي بكثير من الاهتمام من جانب رئيس الوزراء مورارجي ديساي الذي عُرف بتأييده للسلام. وفي عام 1978 نقل رئيس الوزراء ديساي الفيزيائي رامانا إلى وزارة الدفاع الهندية، واستكمل البرنامج النووي مسيرته في ظل عهد ديساي، وواصل النمو بالمعدل المنشود.
وصلت بعض الأخبار المربكة إلى الهند من باكستان عندما فطن العالم إلى مشروع القنبلة النووية الذي اضطلعت به باكستان في الخفاء. وبخلاف مشروع الهند النووي، كان مشروع باكستان أشبه بمشروع مانهاتن الخاص بالولايات المتحدة، إذ كان يسير تحت إشراف عسكري مع اختصاص العلماء المدنيين بالجوانب العلمية من المشروع. كان مشروع القنبلة النووية الباكستاني حينها ممولًا ومُنظمًا بصورة حسنة. أدركت الهند في تلك اللحظة أنه من المرجح أن تنجح باكستان في مشروعها في غضون عامين.
شهد عام 1980 الانتخابات العامة الهندية التي أذنت بعودة أنديرا غاندي إلى منصب رئاسة الوزراء، وبدأ المشروع النووي يستجمع قواه تحت قيادة رامانا في عام 1981. واصلت الحكومة رفض طلبات إجراء المزيد من التجارب النووية عندما رأت أنديرا غاندي أن الهند بدأت تنتهج سياسة حافة الهاوية، ورغم ذلك واصل البرنامج النووي الهندي تقدمه. بدأ العمل على تطوير قنبلة هيدروجينية، إلى جانب إطلاق برنامج لتطوير الصواريخ، تحت قيادة الدكتور عبد الكلام الذي كان يعمل مهندسًا للطيران والفضاء الجوي حينها.

## الزخم السياسي: 1988–1998
شهد عام 1989 الانتخابات العامة التي انتهت بفوز حزب جاناتا دال تحت قيادة ف. ب. سينغ، وحصول الحزب على مقاعد مجلس رئاسة الوزراء. قلل رئيس الوزراء سينغ من شأن العلاقات الهندية الباكستانية بينه وبين رئيسة الوزراء الباكستانية بينظير بوتو التي فاز حزبها (حزب الشعب الباكستاني) في الانتخابات العامة عام 1988. أخذت العلاقات الخارجية بين الهند وباكستان منحى سيئًا للغاية عندما اشتبكت الهند مع باكستان لدعمها التمرد المسلح في ولاية جامو وكاشمير. وفي خلال تلك المدة تمكن برنامج الصواريخ الهندي من تطوير قذائف من طراز برتفي.
قررت الحكومات الهندية المتعاقبة أن تلتزم بحظر الأسلحة النووية مؤقتًا خشيةً من غضب المجتمع الدولي. ولكن الجمهور الهندي على الجانب الآخر كان مؤيدًا للتجارب النووية، مما دفع رئيس الوزراء ناراسيمها راو في النهاية إلى استكمال التجارب في عام 1995. ولكن جميع الخطط توقفت عندما اكتشفت أقمار التجسس الأمريكية علامات تدل على تجهيز الهند لإجراء تجارب نووية في موقع بوكران للتجارب النووية في راجستان. بذل الرئيس الأمريكي بيل كلينتون وإدارته ضغطًا سياسيًا هائلًا على رئيس الوزراء ناراسيمها راو لإيقاف تلك التجهيزات. بينما استجابت رئيسة الوزراء الباكستانية لخطة الهند بتحذيرات قاسية وشديدة اللهجة على قنوات الأخبار الباكستانية، مما أدى إلى توتر العلاقات بين البلدين.
تصاعد التوتر الدبلوماسي بين البلدين مجددًا عندما طرحت بينظير بوتو قضية نزاع كاشمير في الأمم المتحدة عام 1995. أكد المتحدث باسم الجمعية الوطنية الباكستانية حينها، يوسف رضا الكيلاني، في خطابه على أن قضية كاشمير تشكل تهديدًا مستمرًا على السلام والأمن في المنطقة. بينما استجاب الوفد الهندي في الأمم المتحدة برئاسة أتال بيهاري فاجبايي  بالتأكيد على أن «قرارات الأمم المتحدة تناشد باكستان وحدها – القوة المحتلة – أن تغادر منطقة جامو وكاشمير بالكامل».